# Musikaliska sällskapet i Åbo
Musikaliska sällskapet i Åbo (finska: Turun Soitannollinen Seura) är Finlands äldsta förening, grundad 1790. Sällskapet har i olika perioder bedrivit orkesterverksamhet och kammarmusik. Bland kapellmästarna i sällskapet märks bland andra Selim Palmgren.